# Azor (torpedero)
El Azor fue un torpedero, cabeza de la clase homónima, perteneciente a la Armada Española. 

## Historial
Fue autorizado en 1886 y sus obras encargadas a la empresa británica Yarrow junto con las de su gemelo, el Halcón, el 14 de abril de 1886. 
Tenía 10 compartimentos estancos y su capacidad de combustible rondaba las 25 t de carbón. Su coste fue de 17 000 libras esterlinas. 
Durante la Guerra Hispano-Estadounidense, el Azor formó parte de la División de Torpederos bajo mando del capitán de navío Fernando Villaamil, que zarpó de Cádiz rumbo al Mar Caribe. A pesar de haberlo aligerado de peso, con el trasbordo de sus armas y municiones al buque nodriza Ciudad de Cádiz, de haberse reforzado sus estructuras y de dotarle de aparejo auxiliar, tras varios días de mala mar el Azor se averió. Fue tomado a remolque por el vapor Ciudad de Cádiz.
Fondeó en San Vicente de Cabo Verde, desde donde se le ordenó regresar, para quedar finalmente asignado a la defensa de las Islas Canarias ante un hipotético ataque de los Estados Unidos junto con los torpederos Rayo y Ariete.
De vuelta a la Península en 1902, perdió su nombre al igual que los demás torpederos de la armada, y pasó a denominarse Torpedero N.º 2.

### Hundimiento
Se perdió al colisionar con el torpedero Orión durante unos ejercicios en la bahía de Cádiz el 8 de abril de 1911.